# Xã Moose River, Quận Marshall, Minnesota
Xã Moose River (tiếng Anh: Moose River Township) là một xã thuộc quận Marshall, tiểu bang Minnesota, Hoa Kỳ. Năm 2010, dân số của xã này là 25 người.